# Ravne, Ajdovščina
Ravne so naselje v Občini Ajdovščina. Skupaj z vasjo Črniče tvorijo krajevno skupnost Črniče-Ravne.
Ravne sestavljajo manjši zaselki z naslednjimi imeni: Ušaji, Ipavci, Tabor in Slejki. Kljub majhnosti naselja, se Ravne ponašajo s kar nekaj zgodovinskimi znamenitostmi.
Majhna cerkev v zaselku Ipavci ima oltar z baročnega časa »zlatega tipa« iz leta 1687. Posebej zanimiva je bila prvotna lokacija cerkve, ta naj bi bila zgrajena že v zgodnjem srednjem veku – ob stari poti (domnevni trasi Rimske ceste) po pobočju Čavna. Dragocenost predstavljata še lesen gotski kip Janeza Evangelista iz konca 15. stoletja ter manjša stenska slikarja. Opremo so leta 1783 prenesli iz porušene cerkvice srednjeveškega izvora. Ta cerkvica je danes porušena, videti pa je mogoče ruševine nekdanjih zidov.
Pred zaselkom Ušaji je zelo star most čez hudournik, ki še danes predstavlja edini dostop do vasi.
Zaselek Tabor se nahaja znotraj obzidja, ki je v preteklosti služilo kot utrdba pred turškimi vpadi. Sama utrdba je bila verjetno večkrat prezidana, tako da je letnica 1473 na strelni liniji vhodnega kvadratnega stolpa ni najstarejša. Obzidje je oklepalo nepravilen pravokotnik velikosti 75 x 90 metrov s krožnimi stolpi na vogalih. Znotraj obzidja se je tedaj razvila vasica s kapelo na vzdignjenem delu. Vhod je bil mogoč s severa skozi stolp brez dvižnega mosta z dvojnimi vrati in navpično obrambo skozi lesen stolp na konzolah.
V zaselku 'Slejki' je spomenik iz leta 1982, posvečen 19-im padlim borcem jurišnega bataljona XXX. divizije IX. korpusa, ki so tam padli dne 24.2.1945. Pri spomeniku padlih v NOB vsako leto poteka slovesnost v njihov spomin.
Na zahodni strani Tabora je potok Konjščak v tektonski breči vrezal 100 metrov globoko sotesko s strmimi in prepadnimi stenami, preko podornih blokov pa pada voda v skokih in brzicah. V zgornjem delu soteske je pod navpično steno jama Huda luknja.